# Mistrzostwa Świata w Strzelectwie 2010
Mistrzostwa Świata w Strzelectwie 2010 – odbyły się po raz 50. w historii, w dniach od 29 lipca do 11 sierpnia w Monachium. Najwięcej medali w całych zawodach zdobyła reprezentacja Chin.
Reprezentacja Polski licząca 38 zawodników i zawodniczek wywalczyła sześć medali, w tym trzy złote, plasując się na 10. miejscu w klasyfikacji medalowej.

## Reprezentacja Polski
|           | Karabin | Pistolet | Skeet | Trap                                |
| --------- | --- | --- | --- | ----------------------------------- |
| Kobiety   | - Sylwia Bogacka (Gwardia Zielona Góra) - Agnieszka Nagay (Orzeł Łódź) - Karolina Kowalczyk (Śląsk Wrocław) - Renata Mauer-Różańska (Śląsk Wrocław) - Joanna Nowakowska (Zawisza Bydgoszcz) - Alicja Ziaja (AZS Częstochowa) | - Sławomira Szpek (Flota Gdynia) - Mirosława Sagun-Lewandowska (Gryf Słupski Słupsk) - Martyna Piersiak (Agat Złotoryja) - Sandra Stankiewicz (Flota Gdynia) - Agnieszka Korejwo (Flota Gdynia) | - Agnieszka Sieracka (Śląsk Wrocław) - Joanna Włodarczyk (Zawisza Bydgoszcz)                              | ---                                 |
| Mężczyźni | - Dawid Migała (Grunwald Poznań) | - Wojciech Knapik (Zawisza Bydgoszcz) - Adam Mikołajczyk (Śląsk Wrocław) - Tomasz Wawrzonowski (Społem Łódź) - Piotr Daniluk (Flota Gdynia) - Radosław Podgórski (Flota Gdynia)                 | - Andrzej Głyda (Śląsk Wrocław)                                                                           | ---                                 |
| Juniorki  | - Ewa Flak (Społem Łódź) - Żaneta Iwaszuk (Kaliber Białystok), - Paula Wrońska (Lider Lębork) | - Karolina Baszeń (Hamer Kozienice) - Katarzyna Dubicka (Gwardia Zielona Góra) - Justyna Sienkiewicz (Kaliber Białystok) - Dominika Bartosz (Lesna Leszno)                                      | - Aleksandra Jarmolińska (Legia Warszawa) - Natalia Gołda (Wawel Kraków) - Natalia Szamrej (Wawel Kraków) | ---                                 |
| Juniorzy  | - Tomasz Bartnik (Legia Warszawa) - Bartosz Jasiecki (Zawisza Bydgoszcz) - Paweł Pietruk (Kaliber Białystok) - Daniel Czerwiński (Zawisza Bydgoszcz)                                                                         | - Tomasz Pałamarz (Śląsk Wrocław) - Damian Klimek (Flota Gdynia) - Kamil Lutowski (Zawisza Bydgoszcz)                                                                                           | --- | - Krzysztof Radzimski (Bock Rawicz) |

## Klasyfikacja medalowa
| Miejsce | Kraj              | Złoto | Srebro | Brąz | Razem |
| 1       | Chiny             | 21    | 20     | 11   | 52    |
| 2       | Rosja             | 21    | 13     | 12   | 46    |
| 3       | Stany Zjednoczone | 11    | 6      | 7    | 24    |
| 4       | Włochy            | 6     | 5      | 4    | 15    |
| 5       | Ukraina           | 5     | 6      | 12   | 23    |
| 6       | Szwajcaria        | 5     | 2      | 3    | 10    |
| 7       | Korea Południowa  | 4     | 6      | 7    | 17    |
| 8       | Niemcy            | 3     | 13     | 5    | 21    |
| 9       | Francja           | 3     | 4      | 5    | 12    |
| 10      | Polska            | 3     | 1      | 2    | 6     |
| 11      | Norwegia          | 2     | 4      | 3    | 9     |
| 12      | Finlandia         | 2     | 2      | 3    | 7     |
| 13      | Czechy            | 2     | 0      | 6    | 8     |
| 14      | Indie             | 2     | 0      | 1    | 3     |
| 15      | Japonia           | 2     | 0      | 0    | 0     |
| 16      | Serbia            | 1     | 4      | 2    | 7     |
| 17      | Słowacja          | 1     | 3      | 5    | 9     |
| 18      | Austria           | 1     | 3      | 1    | 5     |
| 19      | Australia         | 1     | 3      | 0    | 4     |
| 20      | Dania             | 1     | 2      | 0    | 3     |
| 20      | Korea Północna    | 1     | 2      | 0    | 3     |
| 20      | Węgry             | 1     | 2      | 0    | 3     |
| 23      | Szwecja           | 1     | 1      | 3    | 5     |
| 24      | Białoruś          | 1     | 1      | 2    | 4     |
| 25      | Brazylia          | 1     | 1      | 1    | 3     |
| 26      | Wielka Brytania   | 1     | 0      | 3    | 4     |
| 27      | Cypr              | 1     | 0      | 2    | 3     |
| 28      | Hiszpania         | 1     | 0      | 1    | 2     |
| 28      | Tajlandia         | 1     | 0      | 1    | 2     |
| 30      | Mongolia          | 1     | 0      | 0    | 1     |
| 31      | Słowenia          | 0     | 1      | 1    | 2     |
| 32      | Chile             | 0     | 1      | 0    | 1     |
| 32      | Izrael            | 0     | 1      | 0    | 1     |
| 34      | Kazachstan        | 0     | 0      | 1    | 1     |
| 34      | San Marino        | 0     | 0      | 1    | 1     |

## Strzelanie z karabinu

### Mężczyźni
| Poz                         | Indywidualnie                   | Indywidualnie     | Indywidualnie | Drużyny           | Drużyny  | Juniorzy           | Juniorzy | Juniorzy | Juniorzy drużynowo | Juniorzy drużynowo | Juniorzy drużynowo |
| --------------------------- | ------------------------------- | ----------------- | ------------- | ----------------- | -------- | ------------------ | -------- | -------- | ------------------ | ------------------ | ------------------ |
| 300 m – trzy postawy        |                                 |                   |               |                   |          |                    |          |          |                    |                    |                    |
| Złoto                       | Marcel Buerge                   | Szwajcaria        | 1182+44       | Szwajcaria        | 3516+142 |                    |          |          |                    |                    |                    |
| Srebro                      | Vebjørn Berg                    | Norwegia          | 1179+58       | Francja           | 3513+151 |                    |          |          |                    |                    |                    |
| Brąz                        | Josselin Henry                  | Francja           | 1179+51       | Norwegia          | 3503+152 |                    |          |          |                    |                    |                    |
| 300 m – leżąc               |                                 |                   |               |                   |          |                    |          |          |                    |                    |                    |
| Złoto                       | Stefan Raser                    | Austria           | 599+36        | Wielka Brytania   | 1792+89  |                    |          |          |                    |                    |                    |
| Srebro                      | Vebjørn Berg                    | Norwegia          | 598+44        | Austria           | 1791+104 |                    |          |          |                    |                    |                    |
| Brąz                        | Marcel Zobrist                  | Szwajcaria        | 598+39        | Francja           | 1790+104 |                    |          |          |                    |                    |                    |
| 300 m – standard            |                                 |                   |               |                   |          |                    |          |          |                    |                    |                    |
| Złoto                       | Josselin Henry                  | Francja           | 587+21        | Szwajcaria        | 1745+70  |                    |          |          |                    |                    |                    |
| Srebro                      | Robert Markoja                  | Słowenia          | 585+17        | Norwegia          | 1744+64  |                    |          |          |                    |                    |                    |
| Brąz                        | Vebjørn Berg                    | Norwegia          | 584+24        | Słowenia          | 1740+55  |                    |          |          |                    |                    |                    |
| 50 m – trzy postawy         |                                 |                   |               |                   |          |                    |          |          |                    |                    |                    |
| Złoto                       | Péter Sidi                      | Węgry             | 1275,6        | Rosja             | 3504     | Kim Andre Lund     | Norwegia | 1166+55  | Chiny              | 3478+136 WRJ       |                    |
| Srebro                      | Han Jin-seop                    | Korea Południowa  | 1274,2        | Norwegia          | 3501     | Ilja Czergiejko    | Białoruś | 1165+59  | Szwajcaria         | 3469+139           |                    |
| Brąz                        | Nemanja Mirosavljev             | Serbia            | 1273,3        | Ukraina           | 3500     | Serhij Kulisz      | Ukraina  | 1165+51  | Austria            | 3458+141           |                    |
| 50 m – leżąc                |                                 |                   |               |                   |          |                    |          |          |                    |                    |                    |
| Złoto                       | Siarhiej Martynau (strzelectwo) | Białoruś          | 703,9         | Stany Zjednoczone | 1791     | Wu Jianing         | Chiny    | 595+40   | Polska             | 1777+94            |                    |
| Srebro                      | Valerian Sauveplane             | Francja           | 703,8         | Korea Południowa  | 1791     | Leor Ovadia Madlal | Izrael   | 595+38   | Niemcy             | 1776+106           |                    |
| Brąz                        | Matthew Emmons                  | Stany Zjednoczone | 702,2         | Rosja             | 1790     | Sebastian Drawert  | Niemcy   | 595+33   | Stany Zjednoczone  | 1774+97            |                    |
| 10 m – karabin pneumatyczny |                                 |                   |               |                   |          |                    |          |          |                    |                    |                    |
| Złoto                       | Nicolo Campriani                | Włochy            | 702,5         | Chiny             | 1787     | Serhij Kasper      | Ukraina  | 595      | Chiny              | 1774               |                    |
| Srebro                      | Péter Sidi                      | Węgry             | 700,4         | Rosja             | 1787     | Serhij Kulisz      | Ukraina  | 594      | Ukraina            | 1772               |                    |
| Brąz                        | Gagan Narang                    | Indie             | 699           | Włochy            | 1782     | Aleksandr Dragin   | Rosja    | 593      | Rosja              | 1771               |                    |

### Kobiety
| Poz                         | Indywidualnie           | Indywidualnie | Indywidualnie | Drużyny           | Drużyny      | Juniorzy           | Juniorzy          | Juniorzy | Juniorzy drużynowo | Juniorzy drużynowo | Juniorzy drużynowo |
| --------------------------- | ----------------------- | ------------- | ------------- | ----------------- | ------------ | ------------------ | ----------------- | -------- | ------------------ | ------------------ | ------------------ |
| 300 m – trzy postawy        |                         |               |               |                   |              |                    |                   |          |                    |                    |                    |
| Złoto                       | Gyda Ellefsplass Olssen | Norwegia      | 583+18        | Polska            | 1727+51      |                    |                   |          |                    |                    |                    |
| Srebro                      | Charlotte Jakobsen      | Dania         | 583+17        | Stany Zjednoczone | 1723+47      |                    |                   |          |                    |                    |                    |
| Brąz                        | Eva Friedel             | Niemcy        | 578+24        | Niemcy            | 1716+61      |                    |                   |          |                    |                    |                    |
| 300 m – leżąc               |                         |               |               |                   |              |                    |                   |          |                    |                    |                    |
| Złoto                       | Bettina Bucher          | Szwajcaria    | 599+37 (EWR)  | Francja           | 1787+88 (WR) |                    |                   |          |                    |                    |                    |
| Srebro                      | Charlotte Jakobsen      | Dania         | 597+37        | Niemcy            | 1784+87      |                    |                   |          |                    |                    |                    |
| Brąz                        | Catherine Houlmont      | Francja       | 597+29        | Polska            | 1774+88      |                    |                   |          |                    |                    |                    |
| 50 m – trzy postawy         |                         |               |               |                   |              |                    |                   |          |                    |                    |                    |
| Złoto                       | Barbara Lechner         | Niemcy        | 687,7         | Stany Zjednoczone | 1758+86 (WR) | Stine Nielsen      | Dania             | 58726    | Stany Zjednoczone  | 1747+84            |                    |
| Srebro                      | Sonja Pfeilschifter     | Niemcy        | 685,4         | Niemcy            | 1757+92      | Sarah Scherer      | Stany Zjednoczone | 58524    | Niemcy             | 1733+82            |                    |
| Brąz                        | Annik Marguet           | Szwajcaria    | 681,2         | Serbia            | 1754+80      | Elin Karlsson      | Szwecja           | 58228    | Chiny              | 1728+74            |                    |
| 50 m – leżąc                |                         |               |               |                   |              |                    |                   |          |                    |                    |                    |
| Złoto                       | Tejaswini Sawant        | Indie         | 597+41 (EWR)  | Szwajcaria        | 1780+111     | Sharon Barazani    | Stany Zjednoczone | 596+45   | Czechy             | 1780+120 (WRJ)     |                    |
| Srebro                      | Joanna Nowakowska       | Polska        | 597+39 (EWR)  | Niemcy            | 1780+110     | Sarah Beard        | Stany Zjednoczone | 595+44   | Austria            | 1772+99            |                    |
| Brąz                        | Olga Dowgun             | Kazachstan    | 596+45        | Korea Południowa  | 1779+107     | Jennifer McIntosh  | Wielka Brytania   | 594+44   | Ukraina            | 1772+93            |                    |
| 10 m – karabin pneumatyczny |                         |               |               |                   |              |                    |                   |          |                    |                    |                    |
| Złoto                       | Yi Siling               | Chiny         | 505,6         | Niemcy            | 1190+99      | Manchulika Manakit | Japonia           | 397+34   | Korea Południowa   | 1185+84            |                    |
| Srebro                      | Wu Liuxi                | Chiny         | 501,4         | Chiny             | 1189+94      | Bae Eun-jeong      | Korea Południowa  | 397+31   | Austria            | 1182+87            |                    |
| Brąz                        | Elania Nardelli         | Włochy        | 501,0         | Stany Zjednoczone | 1188+98      | Dong Lijie         | Chiny             | 396+33   | Tajlandia          | 1181+86            |                    |

## Strzelanie z pistoletu

### Mężczyźni
| Poz                                 | Indywidualnie                       | Indywidualnie                       | Indywidualnie                       | Drużyny                             | Drużyny                             | Juniorzy                 | Juniorzy                 | Juniorzy                 | Juniorzy drużynowo       | Juniorzy drużynowo       | Juniorzy drużynowo       |
| ----------------------------------- | ----------------------------------- | ----------------------------------- | ----------------------------------- | ----------------------------------- | ----------------------------------- | ------------------------ | ------------------------ | ------------------------ | ------------------------ | ------------------------ | ------------------------ |
| 50 m – pistolet dowolny             |                                     |                                     |                                     |                                     |                                     |                          |                          |                          |                          |                          |                          |
| Złoto                               | Tomoyuki Matsuda                    | Japonia                             | 669,7                               | Korea Południowa                    | 1686                                | Tomasz Pałamarz          | Polska                   | 558+13                   | Niemcy                   | 1626+12                  |                          |
| Srebro                              | Lee Dae-myung                       | Korea Południowa                    | 665,2                               | Chiny                               | 1681                                | Dino Briganti            | Włochy                   | 558+7                    | Rosja                    | 1625+20                  |                          |
| Brąz                                | Wiaczesław Podlesny                 | Kazachstan                          | 662,1                               | Hiszpania                           | 1680                                | Andreas Heise            | Niemcy                   | 552+5                    | Chiny                    | 1622+12                  |                          |
| 25 m – pistolet szybkostrzelny      |                                     |                                     |                                     |                                     |                                     |                          |                          |                          |                          |                          |                          |
| Złoto                               | Aleksiej Klimow                     | Rosja                               | 787,1                               | Chiny                               | 1749+63                             | Zhou Zhiguo              | Chiny                    | 577+22                   | Chiny                    | 1715+47                  |                          |
| Srebro                              | Zhang Jian                          | Chiny                               | 785,6                               | Rosja                               | 1732+44                             | Long Xuanfeng            | Chiny                    | 574+9                    | Niemcy                   | 1698+50                  |                          |
| Brąz                                | Li Yuehong                          | Chiny                               | 782,1                               | Stany Zjednoczone                   | 1731+50                             | Aleksandr Alifirienko    | Rosja                    | 570+11                   | Rosja                    | 1687+37                  |                          |
| 25 m – pistolet centralnego zapłonu | 25 m – pistolet centralnego zapłonu | 25 m – pistolet centralnego zapłonu | 25 m – pistolet centralnego zapłonu | 25 m – pistolet centralnego zapłonu | 25 m – pistolet centralnego zapłonu | 25 m – pistolet sportowy | 25 m – pistolet sportowy | 25 m – pistolet sportowy | 25 m – pistolet sportowy | 25 m – pistolet sportowy | 25 m – pistolet sportowy |
| Złoto                               | Leonid Jekimow                      | Rosja                               | 589+21                              | Brazylia                            | 1748+67                             | Florian Fouquet          | Francja                  | 581+18                   | Chiny                    | 1716+32                  |                          |
| Srebro                              | Julio Almeida                       | Brazylia                            | 586+22                              | Francja                             | 1739+57                             | Zhou Zhiguo              | Chiny                    | 580+12                   | Niemcy                   | 1702+44                  |                          |
| Brąz                                | Pål Hembre                          | Norwegia                            | 585+20                              | Korea Południowa                    | 1735+63                             | Aleksandr Alifirienko    | Rosja                    | 578+13                   | Szwajcaria               | 1701+46                  |                          |
| 25 m – pistolet standardowy         |                                     |                                     |                                     |                                     |                                     |                          |                          |                          |                          |                          |                          |
| Złoto                               | Hong Seong-hwan                     | Korea Południowa                    | 577+16                              | Chiny                               | 1704+38                             | Zhou Zhiguo              | Chiny                    | 567+12                   | Chiny                    | 1673+27                  |                          |
| Srebro                              | Jin Yongde                          | Chiny                               | 574+16                              | Niemcy                              | 1703+41                             | Aaron Sauter             | Niemcy                   | 560+12                   | Niemcy                   | 1667+34                  |                          |
| Brąz                                | Julio Almeida                       | Brazylia                            | 574+16                              | Korea Południowa                    | 1696+28                             | Long Xuanfeng            | Chiny                    | 560+7                    | Francja                  | 1666+27                  |                          |
| 10 m – pistolet pneumatyczny        |                                     |                                     |                                     |                                     |                                     |                          |                          |                          |                          |                          |                          |
| Złoto                               | Tomoyuki Matsuda                    | Japonia                             | 689,4                               | Rosja                               | 1749+64                             | Zhang Bin                | Chiny                    | 582+21                   | Chiny                    | 1727+60                  |                          |
| Srebro                              | Andrija Zlatić                      | Serbia                              | 689,2                               | Serbia                              | 1747+71                             | Lukas Grunder            | Szwajcaria               | 581+17                   | Ukraina                  | 1725+53                  |                          |
| Brąz                                | Jin Jong-oh                         | Korea Południowa                    | 689,1                               | Korea Południowa                    | 1742+64                             | Andrij Sokol             | Ukraina                  | 580+22                   | Białoruś                 | 1721+46                  |                          |

### Kobiety
| Poz                          | Indywidualnie       | Indywidualnie | Indywidualnie | Drużyny          | Drużyny | Juniorzy                | Juniorzy         | Juniorzy | Juniorzy drużynowo | Juniorzy drużynowo | Juniorzy drużynowo |
| ---------------------------- | ------------------- | ------------- | ------------- | ---------------- | ------- | ----------------------- | ---------------- | -------- | ------------------ | ------------------ | ------------------ |
| 25 m – pistolet sportowy     |                     |               |               |                  |         |                         |                  |          |                    |                    |                    |
| Złoto                        | Kira Klimowa        | Rosja         | 788,8         | Rosja            | 1745+61 | Olga Nikulina           | Rosja            | 578+19   | Rosja              | 1715+44            |                    |
| Srebro                       | Zorana Arunović     | Serbia        | 788,8         | Serbia           | 1741+45 | Sára Babicz             | Węgry            | 577+14   | Korea Południowa   | 1712+42            |                    |
| Brąz                         | Lenka Marušková     | Czechy        | 788,6         | Czechy           | 1739+57 | Jekatierina Lewina      | Rosja            | 575+14   | Chiny              | 1699+48            |                    |
| 10 m – pistolet pneumatyczny |                     |               |               |                  |         |                         |                  |          |                    |                    |                    |
| Złoto                        | Zorana Arunović     | Serbia        | 486,8         | Australia        | 1145+33 | Khongorzul Tsagaandalai | Mongolia         | 382+10   | Korea Południowa   | 1136+33            |                    |
| Srebro                       | Lalita Yauhleuskaya | Australia     | 485,0         | Korea Południowa | 1143+32 | Alisson Gallien         | Francja          | 381+10   | Chiny              | 1130+26            |                    |
| Brąz                         | Wiktorija Czajka    | Białoruś      | 485,0         | Chiny            | 1142+31 | Kim Ye-ji               | Korea Południowa | 380+14   | Polska             | 1117+22            |                    |

## Strzelanie do rzutków

### Mężczyźni
| Poz           | Indywidualnie      | Indywidualnie     | Indywidualnie | Drużyny           | Drużyny  | Juniorzy              | Juniorzy          | Juniorzy  | Juniorzy drużynowo | Juniorzy drużynowo | Juniorzy drużynowo |
| ------------- | ------------------ | ----------------- | ------------- | ----------------- | -------- | --------------------- | ----------------- | --------- | ------------------ | ------------------ | ------------------ |
| Trap          |                    |                   |               |                   |          |                       |                   |           |                    |                    |                    |
| Złoto1        | Alberto Fernández  | Hiszpania         | 143           | Chiny             | 336      | Julius Vass           | Słowacja          | 121       | Stany Zjednoczone  | 319                |                    |
| Srebro        | Aleksiej Alipow    | Rosja             | 142+2         | Słowacja          | 334      | Giulio Fioravanti     | Włochy            | 120       | Hiszpania          | 316                |                    |
| Brąz          | Jiří Lipták        | Czechy            | 142+1         | Wielka Brytania   | 330      | Valerio Grazini       | Włochy            | 118       | Włochy             | 313                |                    |
| Podwójny trap |                    |                   |               |                   |          |                       |                   |           |                    |                    |                    |
| Złoto         | Joshua Richmond    | Stany Zjednoczone | 196 (EFWR)    | Stany Zjednoczone | 433 (WR) | Asher Noria           | Indie             | 146 (=WR) | Rosja              | 410                |                    |
| Srebro        | Wasilij Mosin      | Rosja             | 193+30 (EWR)  | Rosja             | 427      | Alessandro Chianese   | Włochy            | 141       | Włochy             | 407                |                    |
| Brąz          | Hu Binyuan         | Chiny             | 193+29        | Wielka Brytania   | 425      | Filip Praj            | Słowacja          | 140       | Stany Zjednoczone  | 392                |                    |
| Skeet         |                    |                   |               |                   |          |                       |                   |           |                    |                    |                    |
| Złoto         | Walerij Szomin     | Rosja             | 149+22        | Cypr              | 364      | Jon McGrath           | Stany Zjednoczone | 123       | Czechy             | 357 (WRJ)          |                    |
| Srebro        | Ennio Falco        | Włochy            | 149+21        | Włochy            | 363      | Raul Franco Bostelman | Chile             | 122       | Stany Zjednoczone  | 356                |                    |
| Brąz          | Georgios Achilleos | Cypr              | 149+10        | Francja           | 362      | George Kazakos        | Cypr              | 121+8     | Niemcy             | 352                |                    |

### Kobiety
| Poz           | Indywidualnie      | Indywidualnie     | Indywidualnie | Drużyny    | Drużyny | Juniorzy            | Juniorzy          | Juniorzy | Juniorzy drużynowo | Juniorzy drużynowo | Juniorzy drużynowo |
| ------------- | ------------------ | ----------------- | ------------- | ---------- | ------- | ------------------- | ----------------- | -------- | ------------------ | ------------------ | ------------------ |
| Trap          |                    |                   |               |            |         |                     |                   |          |                    |                    |                    |
| Złoto         | Zuzana Štefečeková | Słowacja          | 91            | Włochy     | 211     | Miranda Wilder      | Stany Zjednoczone | 69+10    | Chiny              | 202                |                    |
| Srebro        | Liu Yingzi         | Chiny             | 89            | Chiny      | 209     | Catherine Skinner   | Australia         | 69+9     | Australia          | 194                |                    |
| Brąz          | Jessica Rossi      | Włochy            | 87+3          | San Marino | 207     | Rachael Lynn Heiden | Stany Zjednoczone | 68+1     | Stany Zjednoczone  | 194                |                    |
| Podwójny trap |                    |                   |               |            |         |                     |                   |          |                    |                    |                    |
| Złoto         | Li Rui             | Chiny             | 115 (=WR)     |            |         |                     |                   |          |                    |                    |                    |
| Srebro        | Zhang Yafei        | Chiny             | 109           |            |         |                     |                   |          |                    |                    |                    |
| Brąz          | Kang Gee-eun       | Korea Południowa  | 107           |            |         |                     |                   |          |                    |                    |                    |
| Skeet         |                    |                   |               |            |         |                     |                   |          |                    |                    |                    |
| Złoto         | Kimberly Rhode     | Stany Zjednoczone | 97            | Włochy     | 194     | Zhang Yue           | Chiny             | 68       | Chiny              | 172                |                    |
| Srebro        | Wei Ning           | Chiny             | 96            | Chiny      | 159     | Nanna Nielsen       | Dania             | 66       | Stany Zjednoczone  | 151                |                    |
| Brąz          | Danka Barteková    | Słowacja          | 95            | Cypr       | 148     | Roxana Manole       | Rumunia           | 65       | Rosja              | 142                |                    |

## Ruchoma tarcza

### Mężczyźni
| Poz      | Indywidualnie     | Indywidualnie    | Indywidualnie | Drużyny  | Drużyny | Juniorzy            | Juniorzy  | Juniorzy | Juniorzy drużynowo | Juniorzy drużynowo | Juniorzy drużynowo |
| -------- | ----------------- | ---------------- | ------------- | -------- | ------- | ------------------- | --------- | -------- | ------------------ | ------------------ | ------------------ |
| 50 m     |                   |                  |               |          |         |                     |           |          |                    |                    |                    |
| Złoto    | Emil Martinsson   | Szwecja          | 590           | Rosja    | 1765+0  | Jurij Dowgal        | Rosja     | 586      | Rosja              | 1723+0             |                    |
| Srebro   | Maksim Stepanow   | Rosja            | 589           | Szwecja  | 1743+0  | Sami Heikkila       | Finlandia | 584      | Finlandia          | 1723+0             |                    |
| Brąz     | Ołeksandr Zinenko | Ukraina          | 589           | Słowacja | 1742+0  | Aleksandr Naumienko | Rosja     | 577      | Ukraina            | 1705+0             |                    |
| 50 m mix |                   |                  |               |          |         |                     |           |          |                    |                    |                    |
| Złoto    | Maksim Stiepanow  | Rosja            | 394           | Rosja    | 1169+0  | Tomi-Pekka Heikkila | Finlandia | 387      | Finlandia          | 1143+0             |                    |
| Srebro   | Miroslav Jurčo    | Słowacja         | 393           | Słowacja | 1159+0  | Jurij Dowgal        | Rosja     | 386      | Ukraina            | 1133+0             |                    |
| Brąz     | Emil Martinsson   | Szwecja          | 391           | Szwecja  | 1155+0  | Josef Nikl          | Czechy    | 384      | Rosja              | 1120+0             |                    |
| 10 m     |                   |                  |               |          |         |                     |           |          |                    |                    |                    |
| Złoto    | Dmitrij Romanow   | Rosja            | 577+11        | Rosja    | 1725+41 | Jurij Dowgal        | Rosja     | 567+12   | Rosja              | 1673+39            |                    |
| Srebro   | Zhai Yujia        | Chiny            | 576+9         | Chiny    | 1707+34 | Aleksandr Naumienko | Rosja     | 566+16   | Ukraina            | 1658+17            |                    |
| Brąz     | Krister Holmberg  | Finlandia        | 577+12        | Ukraina  | 1706+41 | Josef Nikl          | Czechy    | 563+8    | Finlandia          | 1649+31            |                    |
| 10 m Mix |                   |                  |               |          |         |                     |           |          |                    |                    |                    |
| Złoto    | Jo Yong-chol      | Korea Północna   | 385           | Chiny    | 1143+31 | Aleksandr Naumienko | Rosja     | 377      | Rosja              | 1113+19            |                    |
| Srebro   | Zeng Guobin       | Chiny            | 384           | Rosja    | 1136+27 | Jurij Dowgal        | Rosja     | 374      | Ukraina            | 1086+16            |                    |
| Brąz     | Jeong You-jin     | Korea Południowa | 383           | Słowacja | 1133+20 | Ihor Mackiewicz     | Ukraina   | 373      | Finlandia          | 1083+22            |                    |

### Kobiety
| Poz      | Indywidualnie   | Indywidualnie | Indywidualnie | Drużyny | Drużyny | Juniorzy             | Juniorzy       | Juniorzy | Juniorzy drużynowo | Juniorzy drużynowo | Juniorzy drużynowo |
| -------- | --------------- | ------------- | ------------- | ------- | ------- | -------------------- | -------------- | -------- | ------------------ | ------------------ | ------------------ |
| 10 m     |                 |               |               |         |         |                      |                |          |                    |                    |                    |
| Złoto    | Li Xueyan       | Chiny         | 388+12        | Chiny   | 1136+33 | Wałentyna Honczarowa | Ukraina        | 370      | Ukraina            | 1079+14            |                    |
| Srebro   | Zhao Lili       | Chiny         | 377+13        | Rosja   | 1110+21 | Ri Hyang-sim         | Korea Północna | 362      | Niemcy             | 1029+5             |                    |
| Brąz     | Irina Izmałkowa | Rosja         | 376+11        | Ukraina | 1101+14 | Ludmyła Wasyluk      | Ukraina        | 360      | Rosja              | 1010+7             |                    |
| 10 m mix |                 |               |               |         |         |                      |                |          |                    |                    |                    |
| Złoto    | Li Xueyan       | Chiny         | 390 (=WR)     | Chiny   | 1158+36 | Wałentyna Honczarowa | Ukraina        | 371      | Ukraina            | 1089+15            |                    |
| Srebro   | Yang Zeng       | Chiny         | 386           | Rosja   | 1113+31 | Ri Hyang-sim         | Korea Północna | 368      | Niemcy             | 1035+13            |                    |
| Brąz     | Su Li           | Chiny         | 382           | Ukraina | 1136+33 | Ludmyła Wasyluk      | Ukraina        | 367      | Rosja              | 1030+17            |                    |